# Shanieka Ricketts
Shanieka Ricketts (nacida como Shanieka Thomas, Content Gap, 2 de febrero de 1992) es una deportista jamaicana que compite en atletismo, especialista en la prueba de triple salto.
Participó en dos Juegos Olímpicos de Verano, obteniendo una medalla de plata en París 2024, en la prueba de triple salto, y el cuarto lugar en Tokio 2020, en la misma prueba. Ganó dos medallas de plata en el Campeonato Mundial de Atletismo, en los años 2019 y 2022.
Fue la abanderada de Jamaica en la ceremonia de apertura de los Juegos Olímpicos de París 2024 junto con el nadador Josh Kirlew.
Estudió Economía en la Universidad Estatal de San Diego.

## Palmarés internacional
| Juegos Olímpicos   | Juegos Olímpicos        | Juegos Olímpicos | Juegos Olímpicos |
| Año                | Lugar                   | Medalla          | Prueba           |
| ------------------ | ----------------------- | ---------------- | ---------------- |
| 2024               | París (Francia)         | Medalla de plata | Triple salto     |
| Campeonato Mundial |                         |                  |                  |
| Año                | Lugar                   | Medalla          | Prueba           |
| 2019               | Doha (Catar)            | Medalla de plata | Triple salto     |
| 2022               | Eugene (Estados Unidos) | Medalla de plata | Triple salto     |